# Europees Bureau voor Minderheidstalen
Het Europees Bureau voor Minderheidstalen was een internationale organisatie die de opgave had, de minderheidstalen in de Europese Unie te ontwikkelen of te helpen ontwikkelen, en er voorlichting over te geven. In 2010 beëindigde het bureau zijn activiteiten.

## Achtergrond
Het Europees Bureau beschikte over een informatiecentrum in Brussel, dat een coördinerende functie heeft. Dit centrum was verantwoordelijk voor een reeks publicaties in en over diverse minderheidstalen. Het informatiecentrum voerde tegelijkertijd een lobby bij de Europese politieke top voor subsidies en minderhedenpolitiek. Tot de activiteiten van het Europees Bureau behoorde voorlichtingsbijeenkomsten op de jaarlijkse Europese talendag, 26 september. Verder wees het Europees Bureau instellingen die met minderheidstalen werken op subsidiemogelijkheden en bemiddelde het bij subsidieaanvragen. Het Europees Bureau gaf de periodiek 'Contact Bulletin' uit en beheerde onder de naam Eurolang een persbureau over minderheidstalen.
De kosten van het Bureau werden tot eind jaren 90 grotendeels voldaan met subsidies van de Europese Unie. Door het wegvallen van de structurele subsidies voor minderheidstalen in de Europese Unie is het Europees Bureau eind jaren 90 in financiële problemen geraakt, waardoor het eerdere coördinatiecentrum in Dublin moest worden gesloten. De taken van dat centrum werden grotendeels door het Brusselse informatiecentrum overgenomen.
Het Europees Bureau beschikte in alle lidstaten van de EU die minderheidstalen binnen hun grenzen hebben over een lidstaatcommissie. Deze commissie bestond uit vertegenwoordigers van organisaties die met de minderheidstalen uit de betreffende lidstaat te maken hebben. De lidstaatcommissies verzorgden binnen de lidstaat voorlichting over de Europese minderheidstalen, en brachten aan de andere commissies en aan het informatiecentrum verslag uit van de minderhedenpolitiek in hun staat.

## Benamingen
Daar de Nederlandse lidstaatcommissie het Fries als werktaal hanteerde, werd in Nederland de Friese naam Europeesk Buro foar Lytse Talen (EBLT) meer gebruikt dan de Nederlandse. In het Nederlandse taalgebied werden ook de Franse naam Bureau Européen pour les Langues Moins Répandues (BELMR) en de Engelse naam European Bureau for Lesser Used Languages (EBLUL) gebruikt.